# Dmitrij Gulija
Dmitrij Josifovič Gulija (abchazsky Дырмит Иасыф-иԥа Гәлиа; Dyrmit Jasif-ipa Gulija; 21. února 1874 Uarča – 7. dubna 1960), narozen jako Gač Urysovič Gulija (abchazsky Гач Урыс-иԥа Гәлиа) byl abchazský spisovatel, básník, historik, lingvista a národopisec. Byl zakladatelem moderní abchazské literatury a v roce 1937 získal ocenění Lidový básník Abchazské ASSR.

## Život

### Mládí a studium
Dmitrij Gulija se narodil do chudé rolnické rodiny ve střední Abcházii v obci Uarča a dostal jméno Gač. Poté, co celá jeho rodina přijala jako věrovyznání pravoslaví, se všichni členové přejmenovali dle křestních jmen, tedy jeho otec vyměnil jméno Urys za Josifa a malý Gač se od té doby jmenoval Dmitrij, resp. abchazsky Dyrmit. Následkem Rusko-turecké války byl v jeho zhruba čtyřech letech on i celá rodina vyhnaná (mahadžirstvo) do Osmanské říše, kde se ocitli bez bydlení a bez prostředků (dům Guliů byl po jejich odchodu vojáky vypálen). V Turecku ale místní jeho otci o rok později pomohli dostat se do Batumi, aby byli blíže své domovině. V Batumi však zemřeli jeho mladší sestra a bratr. Později se zbytku rodiny Guliových podařilo vrátit se nelegálně do Abcházie díky tureckým rybářům, kteří je pod rouškou tmy převezli na břeh poblíž řeky Inguri. Následná legalizace návratu byla s podmínkou přijetí křtu a s tím, že budou žít v Adzjubže.
V Adzjubže se Gulija učil číst a psát od tamního křesťanského kněze, když mu bylo osm až deset let. Poté byl přijat ke studiu na suchumské horské gymnázium, které absolvoval v roce 1889, kdy pak ve studiu pokračoval na Zakavkazském pedagogickém semináriu v gruzínském Gori. Zde však byl kvůli nákaze tyfem[nepřesný odkaz] ze studia po čtyřech měsících vyloučen s vysvětlením, že „místní klima zjevně není vhodné pro posluchače Dmitrije Guliju“, a vrátil se na léčení domů do Abcházie. Po zotavení pracoval ve školním roce 1890-1891 v obci Jekatěrinovka poblíž Suchumu jako učitel ruštiny na tamní škole, přičemž se spřátelil navzdory vysokému věkovému rozdílu s učiteli ze školy, kam jako náctiletý chodil. V lednu 1891 zemřela jeho matka, o dva roky později jeho otec a za další rok jeho babička, a tak se stal hlavou rodiny a sám vychovával další dva mladší sourozence Inala a Jekatěrinu.

### Počátky abchazské literatury
Přijal místo překladatele a tlumočníka na úřadech v Suchumi v Očamčyře, kde působil několik let. Přitom ale nadále spolupracoval s ředitelem jekatěrinovské školy Konstantinem Mačavarianim a spolu s ním v roce 1892 v Tbilisi vydal Abchazský slabikář, na němž začali pracovat už o dva roky dříve. Teprve díky tomuto počinu se abcházština stala spisovným jazykem, neboť dřívější pokus P. K. Uslara a I. A. Bartoloměje o sestavení abchazské abecedy byl v praxi nevhodný z důvodu, že ani jeden z nich neuměl abchazský jazyk a nebyli tak schopni pojmout v celkovém rozsahu abchazskou fonetiku. Gulijova abeceda byla užívána pro zápis jazyka až do roku 1926, kdy byla nahrazena latinkou.
Příležitostně nadále pracoval jako učitel ve venkovských školách a začal skládat své první verše, jež se však nedochovaly. Avšak ty, jež skládal s blížícím se přelomem století, si už ponechal pro budoucí vydání. Při zaměstnání si dokončil pedagogickou kvalifikaci a v letech 1904 až 1912 působil jako pedagog na školách v Kutolu, Kyndygu a v Tamyši. V tomto období se věnoval ve svém volném čase překladatelství a pracoval na překladech bible a církevních textů z řečtiny, církevní slovanštiny, ruštiny a gruzínštiny do abcházštiny. Ačkoliv byla tato rozsáhlá práce znamenitým počinem, u veřejnosti byla přijata stejně vlažně, jako je obecně vlažný přístup Abchazů k náboženství. Také se věnoval cestám po Abcházii a studoval živý jazyk a zvyky svého národa, příležitostně se účastnil veřejných shromáždění, avšak do politiky zasahoval málo, pouze kritizoval šlechtu za ožebračování národa.
S druhou polovinou prvního desetiletí 20. století skládal básně a tři z nich („Весна“, „Двое еле волочили ноги, а третий не мог догнать их“ a „Милый человек“) byly poprvé publikovány v učebnici „Аԥсуа шәҟәы аԥсуаа рышколқәа рзы...“ (česky Abchazská kniha pro abchazské školy...) od Antona Ivanoviče Čukbara a Nikolaje Solomonoviče Pateipy v letech 1908 a 1911. Toto vydání mělo velký ohlas, a tak se v roce 1912 Gulija odhodlal k vydání básnické sbírky Aжәеинраалақәеи ахьӡыртәрақәеи, vůbec první knihy vytvořené kompletně v abcházštině s původní tvorbou. Ještě předtím ale v roce 1907 vydal brožuru s abchazskými příslovími a rčeními s překlady do ruštiny. Po úspěchu první básnické sbírky vydal v roce 1913 ještě jednu s názvem Арԥызбеи аԥҳәызбеи рышәҟуи даҽа жәаԥҟақуаки жәеинраалақуаки.
Po vypuknutí První světové války stále působil jako učitel a pobýval v Suchumi, kde bylo vinou válečných událostí živobytí těžší a společenská atmosféra čím dál více vyhrocenější. I přes značnou zaneprázdněnost (musel vyučovat na více školách naráz) si nacházel čas na sběr materiálů použitých při tvorbě díla o dějinách Abcházie. Pomáhat s tím mu neměl kdo, ale nakonec se seznámil s gruzínským lingvistou Nikolajем Marrем, který se zajímal o abcházštinu. Gulija s Marrem se do jisté míry shodli na názoru, že Abchazové mají africký, konkrétně egyptský původ, ale pak Marr začal zkoumat jazykové vazby abcházštiny s baskičtinou a nakonec dospěl k teorii o skýtském původu Abchazů. Gulija kategoricky odmítl abecedu na bázi latinky, se kterou Marr přišel a jež byla nakonec v roce 1926 vládou Abcházie schválena. Vydržela však pouhé dva roky a mezitím vřelé přátelství Guliji s Marrem skončilo.

### Tvorba v sovětské Abcházii
Když vypukla Říjnová revoluce, nastalé změny ho těšily, i když pro něj byly cíle revolucionářů nejasné. Avšak souhlasil s programem bolševiků ohledně řešení pozemkové otázky, s okleštěním statkářů a s Leninovým návrhem řešení národnostní otázky nedávno zaniklého Ruského impéria. Tehdy psal jednotlivé básně s revoluční tematikou, které byly prodchnuty vírou v lepší budoucnost, například "Вперед (Vpřed)". V roce 1918 navštívil Kubáň, kde zažil občanskou válku mezi Bělogvardějci a bolševiky, zatímco doma v Abcházii, kde zanechal svou manželku Jelenu Andrejevnu s dětmi v obtížné situaci, neboť vypukl hladomor a návrat v té době kvůli válečným událostem nebyl možný. Přesto se mu povedlo na Kubáni sehnat několik vozů s chlebem pro obyvatelstvo Abcházie. Jemu samotnému ale ještě dlouho trvalo, než se mu podařilo odtamtud dostat zpět do Suchumi, a to jen díky asistenci kubáňských bolševiků.

## Dílo

### Pedagogická a naučná díla
- Абхазская азбука (Abchazská abeceda, 1892–Tbilisi)
- Алаӡара змоу аҿы ӷәӷәа, аҿы зҩыда алиԥшаара (Как выбрать хорошую, здоровую, рабочую лошадь, Jak si vybrat silného, zdravého, tažného koně, 1919–Suchum)
- История Абхазии, Том I (Dějiny Abcházie, díl I., 1925–Tbilisi)
- Божество охоты и охотничий язык у абхазов (Božstvo lovu a lovecký jazyk mezi Abcházci, 1926–Suchum)
- Материалы по абхазской грамматике (Дополнения и разъяснения к книге П. К. Услара "Абхазский язык") (Materiály o abchazské gramatice (Dodatky a vysvětlení ke knize P. K. Uslara „Abchazský jazyk“, 1927–Suchum)
- Культ козла у абхазов (К этнографии Абхазии) (Kult kozla mezi Abcházci (K etnografii Abcházie), 1928–Suchum)
- Ialⱪaau iyәmtakua (Избранные произведения, Výbor z díla, 1933–Suchum)
- Iaazәrⱪıaҿны apsua bazԇa aorfografia (Иаазыркьаҿны аԥсуа бызшәа аорфографиа, Краткий орфографический словарь абхазского языка, Krátký ortografický slovník abchazského jazyka, 1933–Suchum)
- Iaazәrⱪıaҿны apsԇa aorfografia (Иаазыркьаҿны аԥсшәа аорфографиа, Краткая орфография абхазского языка, Krátká ortografie abchazského jazyka, 1935–Suchum)
- Aliţeraţura xresţomaţia V-?i aⱪlass azә (Хрестоматия по литературе для V класса, Čítanka literatury pro 5. ročník, 1936–Suchum)
- Apsua bazԇa (Абхазский язык, Abcházština, 1936–Suchum)
- აფსუა ბჷზშoა (Абхазский язык, Abcházština, 1940–Suchumi)
- Аҧсуа бызшәа (Абхазский язык, Abcházština, 1954–Suchumi)

### Poezie a sbírky
- Абхазские пословицы, загадки и скороговорки (Аԥсшәа иалоу ажәаԥҟақәеи, ацуфарақәеи, ажәарццакқәеи; Abchazská přísloví, hádanky a jazykolamy, 1907–Tbilisi)
- Aжәеинраалақәеи ахьӡыртәрақәеи (Стихотворения и частушки; Básně a častušky, 1912–Tbilisi)
- Арԥызбеи аԥҳәызбеи рышәҟуи даҽа жәаԥҟақуаки жәеинраалақуаки (Переписка парня и девушки и еще несколько стихотворений и частушек, Dopisování chlapce s dívkou a pár dalších básní a častušek, 1913–Tbilisi)
- Аԥсуа зка-ԥҟақәеи, азка-рццактқәеи ацуфарақәеи (Абхазские пословицы, поговорки, скороговорки и загадки; Abchazská přísloví, rčení, jazykolamy a hádanky, 1921–Suchum)
- Абаӡӡеи (Воспитатель (вольный перевод поэмы А. Церетели), Pedagog (volný překlad poémy A. Cereteliho), 1923–Suchum)
- Ажәеинраалақәеи, ахьӡыртәрақәеи, ашәақәеи (Стихотворения, частушки, песни; Básně, častušky, písně, 1923–Suchum)
- Apsua ɥasţuṣⱪakua (Абхазские частушки; Abchazské častušky, 1934–Suchum)
- Шарԥы-еҵәа, иалкаау иҩымҭақәа (Утренняя звезда, избранные произведения; Jitřenka, vybraná díla, 1937–Suchum)
- Сборник абхазских пословиц, загадок, скороговорок, омонимов и омографов, народных примет о погоде, заговоров и наговоров (Sbírka abchazských přísloví, hádanek, jazykolamů, homonym a homografů, lidových pranostik o počasí, spiknutí a pomluvách, 1939–Suchumi)
- Стихи из сборника "Поэты Абхазии" (Básně ze sbírky "Básníci Abcházie", 1941–Moskva)
- Песнь о Сталине (Píseň o Stalinovi, 1946–Suchumi)
- Поэмы (Poémy, 1954, 1976–Leningrad)
- Ажәеинраалақәеи ахьӡыртәрақәеи (Арԥызбеи аԥҳәызбеи рышәҟәи, даҽа хьӡыртәрақәаки, жәеинраалақәаки) (Стихотворения и частушки (Переписка юноши и девушки, частушки и стихотворения), Básně a častušky (Dopisování chlapce s dívkou a pár dalších básní a častušek), 2013–Suchum) – nové vydání.

### Próza
- Под чужим небом (Pod cizí oblohou, 1918, 1980–Suchumi)
- Cара сыԥсит (Я умер, Umřel jsem, 1921–Suchum)
- Короткое рассказы (Povídky, 1942–Suchumi)
- Kamaҷyҷ (Камачич, Kamačyč; 1958–Moskva, 1979–Kyjev, 2011–Suchum)

### Drama
- Призраки (Přízraky, 1958)

### Ostatní
- Аԥсуа календар (Абхазский календарь; Abchazský kalendář, 1921–Suchum)
- იჳჷმთაქუა (Сочинения, Spisy, 1947–Suchumi)
- Сочинения, Том третий (Spisy, svazek třetí, 1952–Suchumi)
- Иҩымҭақуа (Сочинения. В 4 томах, Spisy. Ve 4 svazcích, 1956–1962–Suchumi)
- Иҩымҭақуа реизга. Ф-томкны (Собрание сочинений. В 6 томах, Sebrané spisy. V 6 svazcích, 1981–1986–Suchumi)
- Иҩымҭақәа (Сочинения, Spisy, 2003–Suchum)